# 批判仏教
批判仏教（ひはんぶっきょう）は、仏教研究の動向である。袴谷憲昭がその著作 『批判仏教』 において、「仏教とは批判である」又、「批判だけが仏教だけである」ということを意味したいと述べていた。